# Poljana Biškupečka
Poljana Biškupečka – wieś w Chorwacji, w żupanii varażdińskiej, w mieście Varaždin. W 2011 roku liczyła 452 mieszkańców.